# Southwestern Blot
Der Southwestern Blot ist eine biochemische Methode zur Bestimmung von DNA-Protein-Interaktionen.

## Prinzip
Der Southwestern Blot kombiniert eine Trennung von Proteinen durch eine SDS-PAGE und ein Transfer der Proteine auf eine Blotmembran per Western Blot, gefolgt von einem dem Southern Blot entlehnten Nachweis von DNA-bindenden Proteinen mit Hilfe von DNA-Sonden, die zuvor radioaktiv markiert wurden.